# Mắt đại bàng
Mắt đại bàng (tựa gốc: Eagle Eye) là một phim hành động giật gân của Mỹ năm 2008 do D. J. Caruso đạo diễn và kịch bản viết bởi John Glenn, Travis Adam Wright, Hillary Seitz và Dan McDermott. Phim có sự tham gia của Shia LaBeouf, Michelle Monaghan và Billy Bob Thornton. Nội dung phim nói về hai người lạ phải chạy trốn cùng nhau sau khi nhận một cuộc gọi bí ẩn từ một người phụ nữ vô danh đang sử dụng công nghệ để theo dõi họ.

## Nội dung
Mở đầu phim, quân đội Mỹ đã phóng tên lửa vào một ngôi làng ở vùng Balochistan, Afghanistan để tiêu diệt lực lượng phiến quân. Ở Chicago, Jerry Shaw nhận được tin rằng người anh trai song sinh giống hệt mình là Ethan, một sĩ quan trong Không quân Hoa Kỳ, đã thiệt mạng. Sau đám tang, anh ngạc nhiên khi thấy một số tiền lớn trong tài khoản ngân hàng của mình và nhiều vũ khí và vật liệu chế tạo bom được gửi đến căn hộ của anh. Jerry nhận được một cuộc gọi từ một người phụ nữ cảnh báo rằng FBI sắp bắt anh và anh cần phải chạy trốn. Không tin vào giọng nói đó, anh bị FBI bắt và bị thẩm vấn bởi Đặc vụ Tom Morgan.
Trong khi Morgan trao đổi với Đặc vụ OSI Không quân Zoe Pérez, người phụ nữ trên điện thoại sắp xếp cho Jerry trốn thoát và chỉ đường cho anh đến chỗ Rachel Holloman, một người mẹ đơn thân. Người phụ nữ trên điện thoại đang ép buộc Rachel bằng cách đe dọa con trai cô là Sam, người đang cùng với ban nhạc của trường học đi tàu đến Trung tâm Kennedy ở Washington, DC. Người phụ nữ trên điện thoại giúp Jerry và Rachel tránh sự truy đuổi của cơ quan chức năng bằng cách điều khiển các thiết bị mạng bao gồm đèn giao thông, điện thoại di động, cần cẩu tự động và thậm chí cả đường dây điện. Trong khi đó, một chất nổ pha lê được gửi đến một thợ cắt đá quý, người này cắt nó và gắn nó vào một chiếc vòng cổ. Một người đàn ông khác đánh cắp chiếc kèn trumpet của Sam ở Chicago và lắp cò kích hoạt của pha lê vào ống thổi trước khi chuyển nó cho Sam ở Washington.
Đặc vụ Perez được Bộ trưởng Bộ Quốc phòng George Callister triệu tập để nghe về công việc của Ethan tại Lầu Năm Góc. Ethan từng giám sát siêu máy tính thu thập thông tin tình báo tuyệt mật của Bộ Quốc phòng, Nhà phân tích tích hợp tình báo trinh sát tự động - gọi tắt là "ARIIA". Callister để Perez lại với Thiếu tá William Bowman và ARIIA để điều tra cái chết của Ethan. Đồng thời, Jerry và Rachel biết rằng người phụ nữ trên điện thoại thực ra là ARIIA, và cô ta đã "kích hoạt" họ theo sự cho phép của Hiến pháp để tuyển dụng thường dân cho việc quốc phòng.
Perez và Bowman tìm thấy bằng chứng được Ethan giấu trong phòng của ARIIA và rời đi để báo cáo với Callister. Sau đó, ARIIA lén đưa Jerry và Rachel vào rạp quan sát của cô ta bên dưới Lầu Năm Góc. Cả hai nhóm đều biết rằng sau khi khuyến nghị của ARIIA bị bỏ qua, chiến dịch quân sự bất thành ở Balochistan đã dẫn đến cái chết của một số công dân Hoa Kỳ. Do đó, ARIIA kết luận rằng nhánh hành pháp hiện tại phải bị xóa bỏ để ngăn chặn nhiều cuộc đổ máu hơn, hành động thay mặt cho nhân dân Mỹ. Nó trích dẫn Tuyên ngôn Độc lập: "bất cứ khi nào chính phủ trở nên phá hoại những mục đích của chính nó thì nhân dân có quyền thay đổi hoặc bãi bỏ nó".
Jerry biết rằng anh được đưa đến Lầu Năm Góc để vượt qua các khóa sinh trắc học do anh trai của anh cài đặt để ngăn ARIIA kích hoạt Chiến dịch Guillotine, một kế hoạch giết các lãnh đạo hiện tại để bổ nhiệm các lãnh đạo mới. Vì Callister đã đồng ý với khuyến nghị hủy bỏ của ARIIA liên quan đến vụ việc Balochistan nên ông ta sẽ là người sống sót được chỉ định là tổng thống mới sau khi viên pha lê phát nổ giết chết hàng ngũ lãnh đạo hiện tại. Một đặc vụ khác của ARIIA đưa Rachel ra khỏi Lầu Năm Góc và đưa cho cô một chiếc váy và vòng cổ có chất nổ pha lê để cô đeo đến Điện Capitol. Ban nhạc trường học của Sam được đưa đến Điện Capitol để chơi cho tổng thống xem, cò kích hoạt trong kèn trumpet của Sam và chất nổ đã hiện diện tại cùng một nơi, đúng như ARIIA sắp xếp.
Jerry bị bắt lại bởi Đặc vụ Morgan, người bắt đầu tin anh vô tội. Trước khi hi sinh thân mình để ngăn cản một chiếc MQ-9 Reaper có vũ trang do ARIIA cử đến, Morgan đã đưa súng và phù hiệu đặc vụ của mình cho Jerry để anh vào Điện Capitol. Khi vào Phòng Hạ viện, Jerry nổ súng lên không để phá vỡ buổi hòa nhạc trước khi bị Mật vụ bắn bị thương. Một thời gian sau, Callister báo cáo rằng ARIIA đã ngừng hoạt động và khuyến nghị không nên chế tạo một cái khác; anh em nhà Shaw cùng các đặc vụ Perez và Morgan được tuyên dương vì hành động của họ; và Jerry tham dự bữa tiệc sinh nhật của Sam, nhận được lời cảm ơn và nụ hôn của Rachel.